# The Other 48 Days
"The Other 48 Days" (da. titel De andre 48 dage) er det 31. afsnit af tv-serien Lost. Episoden blev instrueret af Eric Laneuville og skrevet af Damon Lindelof & Carlton Cuse. Det blev første gang udsendt 16. november 2005, og i stedet for traditionelle flashbacks vises halesektionens historie op til mødet med midtersektionen.

## Handling
En rolig tropisk dag bliver knust, da halen på Oceanic Flight 815 styrter ned i vandet. De 23 overlevende må udholde at blive angrebet af de Andre, der leder dem til paranoia og magtkampe. Efter at finde Jin, Michael og Sawyer på stranden, "halen" vandrer gennem junglen der skæbnesvangre fuldt støder sammen med Shannon. 